# Demeu Zhadrayev
Demeu Zhadrayev (n. 2 noiembrie 1989, Köktal⁠(d), Panfilovski raion⁠(d), RSS Kazahă, URSS) este un luptător ce a reprezentat Kazahstan, medaliat olimpic. A participat la 2 ediții ale Jocurilor Olimpice (2020, 2024) în care a câștigat o medalie de argint.